# Boxe nos Jogos Pan-Americanos de 2011 - Peso mosca
A categoria mosca do boxe nos Jogos Pan-Americanos de 2011 foi disputada entre 22 e 29 de outubro na Arena Expo Guadalajara, em Guadalajara, com dez boxeadores.

## Calendário
Horário local (UTC-6).
| Data          | Horário | Fase             |
| ------------- | ------- | ---------------- |
| 22 de outubro | 18:00   | Preliminares     |
| 24 de outubro | 14:00   | Quartas-de-final |
| 26 de outubro | 19:00   | Semifinal        |
| 29 de outubro | 19:00   | Final            |

## Medalhistas
| Ouro   | CUB Robeisy Ramírez               |
| Prata  | DOM Dagoberto Agüero              |
| Bronze | MEX Braulio Ávila BRA Julião Neto |

## Resultados

### Chave
|  | Preliminares         | Preliminares         | Preliminares |  |  | Quartas-de-final     | Quartas-de-final     | Quartas-de-final    |    |                      | Semifinal            | Semifinal            | Semifinal |  |  | Final | Final | Final |
|  |                      |                      |              |  |  |                      |                      |                     |    |                      |                      |                      |           |  |  |       |       |       |
|  |                      |                      |              |  |  |                      |                      |                     |    |                      |                      |                      |           |  |  |       |       |       |
|  |                      |                      |              |  |  | DOM Dagoberto Agüero | DOM Dagoberto Agüero | 20                  |    |                      |                      |                      |           |  |  |       |       |       |
|  | GUA Eddie Valenzuela | GUA Eddie Valenzuela | 22           |  |  | GUA Eddie Valenzuela | GUA Eddie Valenzuela | 13                  |    |                      |                      |                      |           |  |  |       |       |       |
|  | NCA Marvin Solano    | NCA Marvin Solano    | 10           |  |  |                      |                      |                     |    | DOM Dagoberto Agüero | DOM Dagoberto Agüero | 21                   |           |  |  |       |       |       |
|  |                      |                      |              |  |  |                      | BRA Julião Neto      | BRA Julião Neto     | 11 |                      |                      |                      |           |  |  |       |       |       |
|  |                      |                      |              |  |  | BRA Julião Neto      | BRA Julião Neto      | 25                  |    |                      |                      |                      |           |  |  |       |       |       |
|  |                      |                      |              |  |  | ESA Jhon Corona      | ESA Jhon Corona      | 5                   |    |                      |                      |                      |           |  |  |       |       |       |
|  |                      |                      |              |  |  |                      |                      |                     |    |                      | DOM Dagoberto Agüero | DOM Dagoberto Agüero | 10        |  |  |       |       |       |
|  |                      |                      |              |  |  |                      | CUB Robeisy Ramírez  | CUB Robeisy Ramírez | 24 |                      |                      |                      |           |  |  |       |       |       |
|  |                      |                      |              |  |  | USA John Franklin    |                      |                     |    |                      |                      |                      |           |  |  |       |       |       |
|  |                      |                      |              |  |  | CUB Robeisy Ramírez  | CUB Robeisy Ramírez  | RSC                 |    |                      |                      |                      |           |  |  |       |       |       |
|  |                      |                      |              |  |  |                      |                      |                     |    | CUB Robeisy Ramírez  | CUB Robeisy Ramírez  | 20                   |           |  |  |       |       |       |
|  | COL Óscar Negrete    | COL Óscar Negrete    | 9            |  |  |                      | MEX Braulio Ávila    | MEX Braulio Ávila   | 7  |                      |                      |                      |           |  |  |       |       |       |
|  | MEX Braulio Ávila    | MEX Braulio Ávila    | 16           |  |  | MEX Braulio Ávila    | MEX Braulio Ávila    | 17                  |    |                      |                      |                      |           |  |  |       |       |       |
|  |                      |                      |              |  |  | ECU José Meza        | ECU José Meza        | 12                  |    |                      |                      |                      |           |  |  |       |       |       |
|  |                      |                      |              |  |  |                      |                      |                     |    |                      |                      |                      |           |  |  |       |       |       |